# Proxiuber hulmei
Proxiuber hulmei es una especie de molusco gasterópodo de la familia Naticidae.

## Distribución geográfica
Se encuentra  en Nueva Zelanda.